# Акопян Ара Хачатурович
Ара Акопян (вірм. Արա Խաչատուրի Հակոբյան, нар. 4 листопада 1980, Єреван) — вірменський футболіст, нападник та фланговий півзахисник клубу «Алашкерт». Молодщий брат Арама Акопяна, який також був футболістом та гравцем національної збірної Вірменії

## Клубна кар'єра
У дорослому футболі дебютував 1997 року виступами за«Двін», в якій провів два сезони, взявши участь у 37 матчах чемпіонату. Після того Ара перейшов у владикавказьку «Аланію», проте заграти не зміг і того ж року повернувся на батьківщину в «Цемент» (Арарат), з яким наступного року виграв чемпіонат Вірменії і став найкращим бомбардиром чемпіонату.
Своєю вдалою грою Акопян зацікавив представників українського «Металурга» (Донецьк), до складу якого приєднався в кінці 2000 року. Проте заграти у складі донецького клубу не зміг, тому з семи років, які Ара провів у «Металурзі», більшість часу грав на правах оренди за українські та вірменські клуби. Так 2003 року Акопян виступаючи за «Бананц» став найкращим бомбардиром чемпіонату з 45 голами, поставивши рекорд, а також став гравцем року в Вірменії.
Після завершення контракту, на початку 2007 року підписав контракт з «Іллічівцем», але заграти не зміг і вже влітку того ж року відправився в молдовський «Зімбру», а на початку 2008 року в білоруський «Гомель».
На початку 2009 року повернувся на батьківщину, де виступав по одному сезону за «Міку» та «Уліссес».
Своєю грою за останню команду привернув увагу представників тренерського штабу клубу «Арарат», до складу якого приєднався в лютому 2011 року. Відіграв за єреванську команду наступні два сезон своєї ігрової кар'єри, ставши одним з лідерів команди.
До складу клубу «Алашкерт» приєднався на правах вільного агента в червні 2012 року, де вже виступав його брат. 

## Виступи за збірні
Залучався до складу молодіжної збірної Вірменії.
21 листопада 1998 року дебютував в офіційних матчах у складі національної збірної Вірменії в домашній товариській грі проти збірної Естонії. Всього за дванадцять років провів у формі головної команди країни 42 матчі, забивши 7 голів.

## Титули і досягнення
- Чемпіон Вірменії: 2000
- Найкращий бомбардир чемпіонату Вірменії: 1998 (20 голів), 2000 (21 гол), 2003 (45 голів, рекорд)
- Футболіст року у Вірменії: 2003